# Batela
Batela (ou Batetla, Te la') est un village du Cameroun, appartenant à la commune de Bangangté, dans le département du Ndé et la Région de l'Ouest.

## Population
La population de Batela était de 513 personnes lors du recensement de 2005.